# Guairá
Pour les articles homonymes, voir Guaira.
Le département de Guairá (en espagnol : Departamento de Guairá) est un des 17 départements du Paraguay. Son code ISO 3166-2 est PY-4.

## Géographie
Le département est limitrophe :
- au nord, du département de Caaguazú ;
- à l'est et au sud, du département de Caazapá ;
- à l'ouest, du département de Paraguarí.

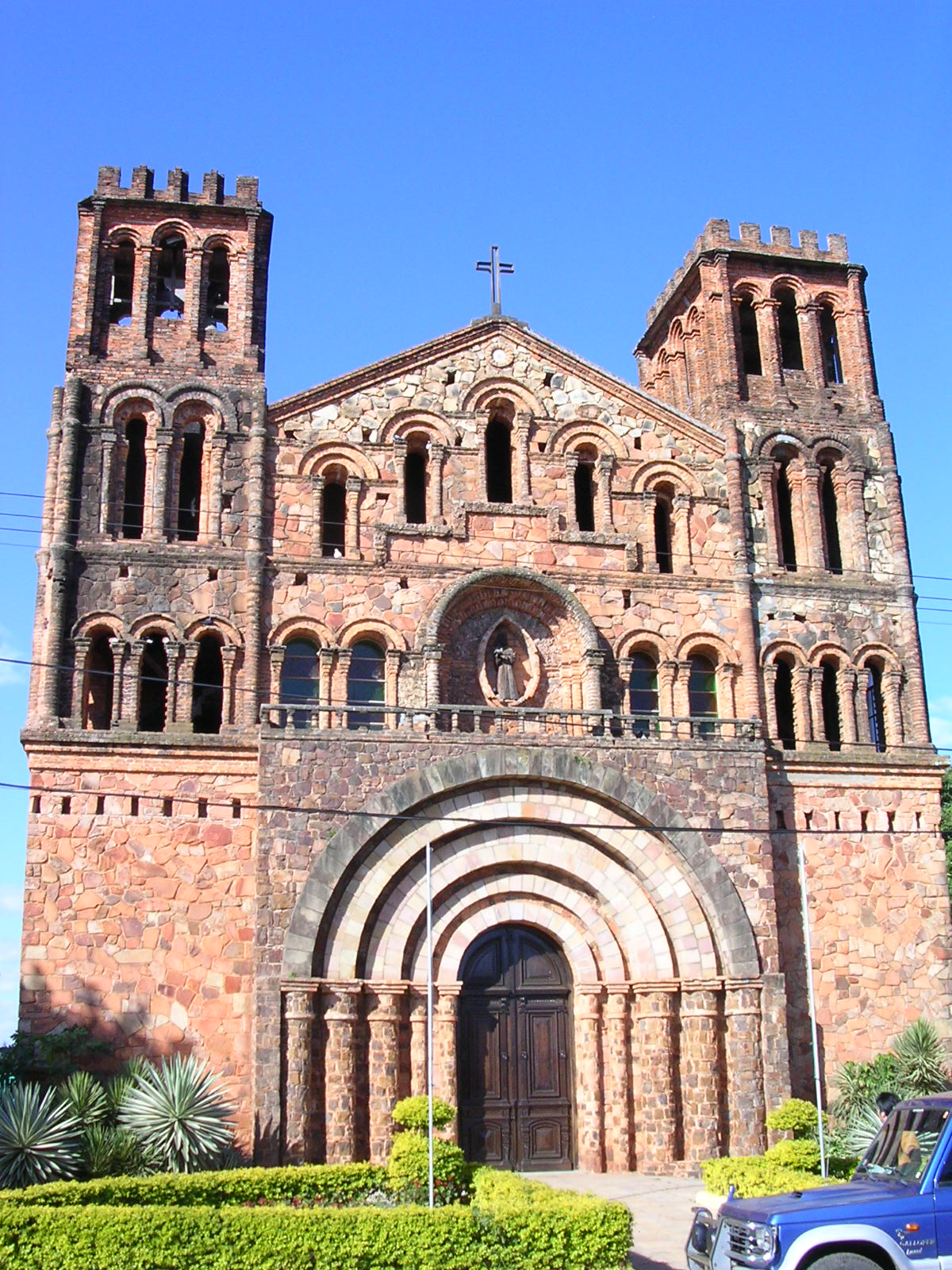
L'église de Villarrica

## Subdivisions
Le département est subdivisé en 17 districts :
1. Borja
2. Capitán Mauricio José Troche
3. Coronel Martínez
4. Doctor Botrell
5. Félix Pérez Cardozo
6. General Eugenio A. Garay
7. Independencia
8. Itapé
9. Iturbe
10. Jose A. Fassardi
11. Mbocayaty del Guairá
12. Natalicio Talavera
13. Ñumí
14. Paso Yovai
15. San Salvador
16. Villarrica del Espiritu Santo
17. Yataity del Guairá

## Histoire
La région abrite les premières grandes missions jésuites : Foz do Iguaçu, Pirapó, Loreto, etc. : Missions jésuites des Guaranis, Guerre des Guaranis (1753-1756).
La Guerre de la Triple-Alliance en 1865-1870 oppose Argentine, Brésil et Uruguay et marque la région.

## Sites touristiques
- Villarica (1570)